# Col de la Pierre Plantée
Le col de la Pierre Plantée est un col routier situé au sud du massif de la Margeride. Il se trouve sur le territoire de la commune de Laubert, dans le département français de la Lozère). Le col est desservi par la route nationale 88, axe historique reliant Toulouse à Lyon par le Massif central (notamment Mende et Le Puy-en-Velay, respectivement distantes de 21 et 69 km).

## Géographie

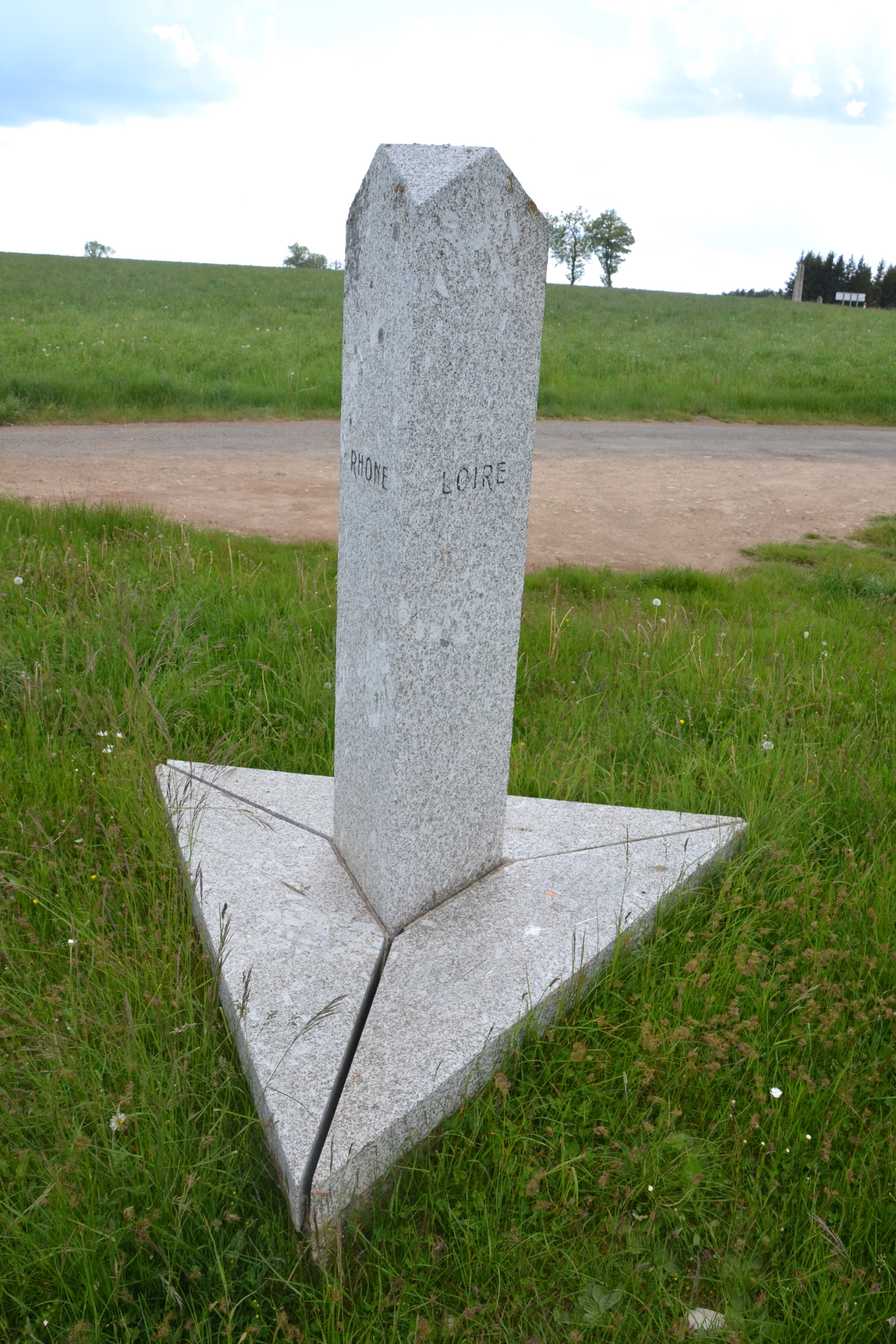
Borne marquant le tripoint hydrographique.

Le col se situe à 1 264 m d'altitude. Il scinde en deux la commune de Laubert, dont le chef-lieu se trouve sur le versant sud-ouest, environ 2 km en aval.
À proximité du col, sur le causse de Montbel situé au sud-est, se trouve le point de rencontre (tripoint hydrographique) de trois bassins versants majeurs : celui du Rhône au sud-est, celui de la Garonne au sud-ouest, et celui de la Loire au nord (via l'Allier notamment, dont les sources sont distantes d'environ 10 km). Cette particularité vaut parfois au site d'être surnommé « le toit de la France ». Une borne triangulaire matérialise la rencontre des bassins versants.
Au bord de la route se trouve une ancienne baraque en ruines, qui était la maison du garde-barrière de l'ancienne voie ferroviaire du lac de Charpal. Tout près se trouve également une chapelle, dédiée à la Vierge.